# アイドルスポット
アイドルスポット（iDolspot、アイスポ ）は、2011年から発行されている日本唯一のアイドル専門のフリーペーパーである。創刊当初は不定期刊であったが、2014年6月号より隔月刊に移行した。発行日は、偶数月の1日。
大学生時代に杉野けい（のちに強がりセンセーション、手羽先センセーション立ち上げ）が、“アイドルとファンを繋ぐフリーペーパーを創る”をコンセプトに発起、編集長を務めた。編集長の交代により大きくリニューアルしたvol.12（2014年6月号）以降は、見開きで約3000字の個人を特集したインタビュー記事が主。両面表紙仕様で縦書きと横書きが混在していたが、同号より右開き／縦書きに統一され、表紙／裏表紙仕様に変更された。

## 概要
2011年10月創刊。創刊号の表紙はSUPER☆GiRLS。
2014年6月号より隔月刊化。
2012年9月に発行されたvol.4.5は「特別号」と銘打たれた、つくばテレビタイアップ号である。
メジャーアイドルを中心に全ページアーティスト写真を使用するなど、広く浅く扱う同人誌的傾向が強かったが、2014年6月号（vol.12）より全国のタワーレコードを中心に設置されるようになり、全国区化した。
推しにしかわからない内容まで盛り込まれた、異常に濃いインタビューが特徴である。

## 表紙／裏表紙
表紙を担当したアイドルを列挙する。
2011年
vol.1:SUPER☆GiRLS／フェアリーズ
2012年
vol.2:SUPER☆GiRLS／アイドリング!!!
vol.3:DiVA／LinQ
vol.4:スマイレージ／SUPER☆GiRLS
vol.4.5:TOKYO IDOL FESTIVAL／伊藤祐奈（アイドリング!!!）
vol.5:東京女子流／9nine
2013年
vol.6:SUPER☆GiRLS／アイドリング!!!
vol.7:チームしゃちほこ／東京女子流
vol.8:乃木坂46／Doll☆Elements
vol.9:℃-ute／Cheeky Parade
vol.10:乃木坂46／アフィリア・サーガ
2014年
vol.11:私立恵比寿中学／ベイビーレイズ
vol.12:永尾まりや（AKB48）／渡邉幸愛（SUPER☆GiRLS）
vol.13:秋元真夏（乃木坂46）／根岸愛（PASSPO☆）
vol.14:深川麻衣（乃木坂46）／つりビット
vol.15:新井ひとみ（東京女子流）／関根優那（Cheeky Parade）
2015年
vol.16:藤江れいな(NMB48)

## 特集記事
表紙・裏表紙に続く特集に加え、現在は常に見開きフルカラーで特集記事が組まれる。
リニューアル前までは、1ページの企画ものや、業界人インタビューなどの企画も存在した。
ここでは、表紙・裏表紙以外の特集を列挙する。
2011年
vol.1:
2012年
vol.2:風男塾、ストリート生、Tokyo Cheer② Party、SUPER☆GiRLSプロデューサー樋口竜雄、アイドル適性診断
vol.3:Cheeky Parade、しず風&絆〜KIZUNA〜、愛乙女★DOLL、Doll☆Elements、AKIHABARAバックステ⇔ジpass、LinQ運営
vol.4:9nine、ぱすぽ☆、palet、YGA
vol.4.5:つくばテレビ、SKE48、SUPER☆GiRLS、ハロー!プロジェクト、Cheeky Parade、しず風&絆〜KIZUNA〜、アップアップガールズ（仮）、チームしゃちほこ、RYUTist
vol.5:渡辺麻友、アフィリア・サーガ・イースト、Cheeky Parade、さくら学院科学部科学究明機構ロヂカ?、Doll☆Elements、ALLOVER
2013年
vol.6:門澤清太（アイドリング!!!プロデューサー）、アップアップガールズ（仮）、ベイビーレイズ、AeLL.、アフィリア・サーガ、なあ坊豆腐@那奈、リンクス、Mary Angel
vol.7:Tokyo Cheer② Party、金野美穂（怪傑!トロピカル丸）、Dream5
vol.8:THEポッシボー、夢みるアドレセンス、モノノフ議員が語る!（衆議院議員 津村啓介）、LIVE iDolspot vol.1
vol.9:BiS、愛乙女★DOLL、nanoCUNE、青SHUN学園
vol.10:乙女新党
2014年
vol.11:ひめキュンフルーツ缶、仮面女子（アリス十番×スチームガールズ）、WHY@DOLL
vol.12:GEM、GALETTe、青山☆聖ハチャメチャハイスクール
vol.13:愛迫みゆ&岩崎夢生（愛乙女★DOLL）、小田桐奈々（放課後プリンセス）、京佳（夢みるアドレセンス）
vol.14:Chu-Z、GALETTe、amorecarina（アモレカリーナ）
2015年
vol.15:仙石みなみ(アップアップガールズ(仮))、つりビット、アイドルネッサンス、関根ゆみ（CANDY GO!GO!）

## 連載記事
DDのすゝめ
vol.8(2013年8月号 - ）。
人気や知名度を問わず、地方アイドルを紹介する企画。毎号2〜4組の地方アイドルを掲載。
2013年
vol.7:FrillFlueR、ほいっぷgirls
vol.8:らぶけん、ナト☆カン
vol.9:TAKENOKO▲、2&
vol.10:きみともキャンディ、ぴらのぱうるすあんどぱっきゃまらんど
2014年
vol.11:KOBerrieS♪、合法幼女症候群、ORANCHE、フラップガールズスクール
vol.12:LuckyColor`s、アイリス、山口活性学園、せのしすたぁ
vol.13:I'S9、ひろしまMAPLE★S、Ange☆Reve、CAMOUFLAGE
vol.14:Merci♡Coco、KOTO、Mibuki with tutu&Beat's、FES☆TIVE
美少女自撮り図鑑
vol.9(2013年9月号 - ）。
人気や知名度を問わず、美少女の自撮り写メを掲載する企画。自薦他薦募集が度々行われている。
2013年
vol.9:市川咲、神谷えりな、桜ゆりか、星野瑞映、小田原しほ、伊藤みう、豊田早姫、高岡未來
vol.10:青山玲奈、ひなひ、沙月美祐、多田優、AKANE、藤原明日美、板山紗織、新井郁花
2014年
vol.11:
vol.12:倉田みずき、鈴木杏美（DIANNA☆SWEET）、岡部祐美、黒原優梨、篠崎こころ、錦戸彩夏、小泉明音、加村真美
vol.13:逢月ひな、月詠まみ、橋本杏奈、美咲さな、今井聖莉南、白玉ましろ、SACKY、松井こあ
vol.14:佐藤明咲、平井優雅、迫畠彩、しらい、野辺沙也花、小川舞奈、ゆい、白咲るな